# CAPL
CAPL（Communication Access Programming Language）是德國Vector Informatik公司開發的script程式語言，用在CANoe以及CANape等軟體中。CAPL的語法類似C語言，程式屬於事件驅動程式設計。可以模擬CANbus等車用網路的設備，以及進行相關的測試。也可以進行自動化測試。
CAPL常用在嵌入式系統的測試及開發，一般會在電腦上執行。為了避免 C語言指標常造成的問題，CAPL不支援指標功能。

## 外部連結
- Vector-Tips and Tricks for the Use of CAPL （页面存档备份，存于）
- CAPL Scripting Quickstart